# San Giovanni Battista (Poggio-di-Tallano)

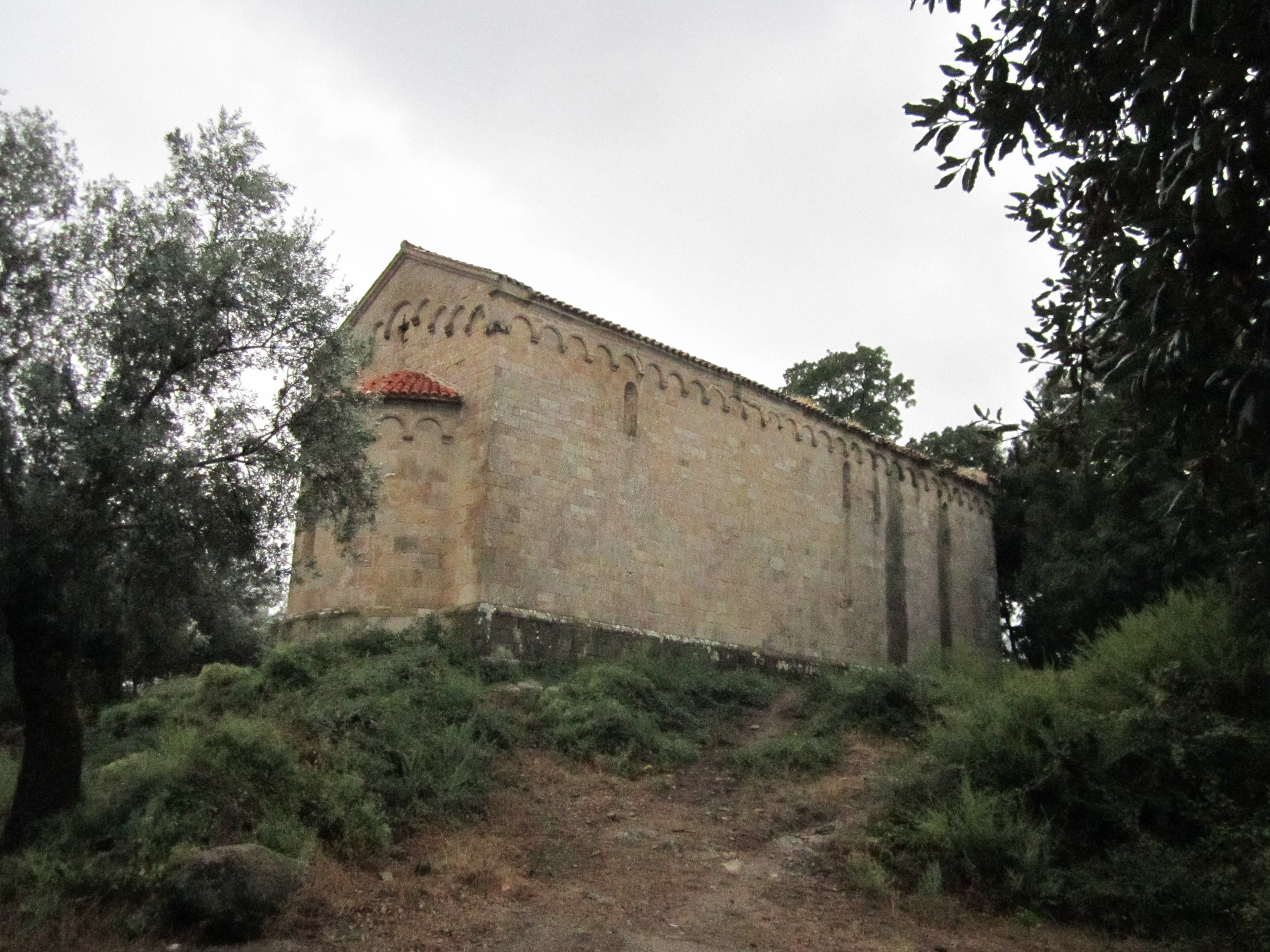
San Giovanni Battista

Die romanisch-pisanische Kirche San Giovanni Battista von Poggio-di-Tallano liegt im Sartenai auf Korsika in der Gemeinde Sainte-Lucie-de-Tallano. Sie ist nur zu Fuß auf einem Maultierpfad, der zur Brücke über den Rizzanese führt, zu erreichen. Die turmlose Hallenkirche besteht aus Kirchenschiff und Apsis. 
Die zwischen 1125 und 1140 erbaute Kirche, besonders deren Westfassade ist im Aufbau des Giebelfeldes vergleichbar mit der gleichnamigen Kirche im nahegelegenen Carbini. Besonders identisch sind ihre sieben Arkaden unter den Dachschenkeln und die am Gesimsband. Erstaunlich hoch ist der Eingang mit dem monolithischen Türsturz und dem Halbkreisbogen. In den Giebelfeldern und an den Fassaden finden sich eingeführte Motive: Kälberköpfe, menschliche Masken und knospendes Blattwerk. An der Südostecke fünf kleine Köpfe in Hochrelief. In der Mitte des Gebäudes, befand sich ein großes Taufbecken in Form eines Brunnens.